# Shades of Cool
"Shades of Cool" é uma canção da cantora e compositora norte-americana Lana Del Rey, contida no seu terceiro álbum de estúdio, intitulado Ultraviolence (2014). Foi composta por Del Rey e Rick Nowels, sendo produzida por Dan Auerbach. A faixa foi lançada no dia 26 de maio de 2014, através das gravadoras musicais Interscope Records e Polydor, como single promocional do disco.

## Crítica profissional
A faixa recebeu aclamação universal dos críticos. Josh Wigle, da MTV, adjetivou "Shades of Cool" como "cinquenta tons de excelência", brincando com o título da música e o livro Fifty Shades of Grey. Chris Coplan, do portal Consequence of Sound, elogiou o som pela sua "graça e sofisticação". Saran Shetty, da revista norte-americana Slate, comentou que a obra é "um belo e melancólico retorno à boa forma [de Del Rey]" e comparou-a positivamente à "West Coast".

## Desempenho nas tabelas musicais

### Posições
| Parada (2014)                       | Melhor posição |
| ----------------------------------- | -------------- |
| Austrália - ARIA Singles Chart      | 50             |
| Bélgica - Ultratop (Valônia)        | 40             |
| Canadá - Billboard Canadian Hot 100 | 52             |
| Espanha - PROMUSICAE                | 31             |
| Estados Unidos - Billboard Hot 100  | 79             |
| França - SNEP                       | 37             |
| Grécia - Greece Digital Songs       | 3              |
| Hungria - Single Top 20             | 19             |
| Chéquia - Singles Digitál Top 100   | 79             |
| Rússia - 2M                         | 8              |
| Suíça - Schweizer Hitparade         | 43             |

## Histórico de lançamento
| País           | Data               | Formato          | Gravadora           |
| -------------- | ------------------ | ---------------- | ------------------- |
| Estados Unidos | 26 de maio de 2014 | Download digital | Polydor, Interscope |